# Komische Oper Berlin
Komická opera v Berlíně, německy Komische Oper Berlin, je operní scéna v německém hlavním městě Berlíně (adresa: Bismarckstraße 110). Specializuje na německojazyčné opery, operety a muzikály. 

## Historie
Budova divadla byla postavena v letech 1891–1892 architekty Ferdinandem Fellnerem a Hermannem Helmerem. Sochařskou výzdobu provedl Theodor Friedl. 
Divadlo sloužilo převážně jako varieté a opereta. Během druhé světové války bylo poškozeno bombardováním, při kterém byla zničena jeho architektonická plastika a další výzdoba, které již nebyly obnoveny. 
Po válce došlo roku 1947 ke znovuotevření divadla pod současným názvem. 
Prvním ředitelem Komické opery byl Walter Felsenstein, který ji vedl až do své smrti v roce 1975. V roce 1966 byla budova divadla kompletně přestavěna v moderním stylu a získala hladkou fasádu. Novou budovu navrhl kolektiv architektů Kunze Nieradeho. Tato divadelní budova měla kapacitu 1190 diváků. V letech 2023–2025 proběhla renovace divadla podle návrhů firmy Keith Williams Architects. 
K hudebním ředitelům patřili Kurt Masur, Jakov Kreizberg nebo Kirill Petrenko.

## Ocenění
V roce 2007 získala společně s Operou Brémy ocenění "Operní dům roku" od německého časopisu Opernwelt. V roce 2015 obdržela cenu "Operní společnost roku" na International Opera Awards. Od roku 1966 do roku 2004 bylo divadlo také domovem baletního souboru, který se nejprve jmenoval Tanztheater der Komischen Oper a později BerlinBallett – Komische Oper. V roce 2004 byly kvůli rozpočtovým problémům sloučeny samostatné baletní soubory tří berlínských operních domů do jediného souboru nazvaného Staatsballett Berlin. 
V roce 2013 měla v Komické opeře světovou premiéru zpěvohra českého hudebního skladatele Miloše Vacka Císařovy nové šaty.